# Anticypella bergmanaria
Anticypella bergmanaria là một loài bướm đêm trong họ Geometridae.